# Флаг поселения Роговское
Флаг внутригородского муниципального образования поселение Ро́говское в городе Москве — опознавательно-правовой знак, служащий официальным символом муниципального образования.
Флаг утверждён 17 марта 2009 года решением Совета депутатов сельского поселения Роговское № 43/12, как флаг муниципального образования сельское поселение Роговское Подольского муниципального района Московской области (с 1 июля 2012 года — внутригородское муниципальное образование поселение Роговское в городе Москве), и 25 апреля 2009 года внесён в Государственный геральдический регистр Российской Федерации с присвоением регистрационного номера 4817.
18 октября 2012 года, решением Совета депутатов поселения Роговское № 41/5, в приложение № 1 «О флаге муниципального образования сельское поселение Роговское Подольского муниципального района Московской области», предыдущего решения, внесены изменения касающиеся названия муниципального образования и его территориальной принадлежности.
Решением Совета депутатов поселения Роговское от 21 июня 2018 года № 54/7 флаг сельского поселения Роговское Подольского муниципального района Московской области было решено считать официальным символом поселения Роговское в городе Москве.

## Описание
«Прямоугольное красное полотнище с отношением ширины к длине 2:3, несущее посередине изображения фигур герба сельского поселения Роговское: кивер, лавровую гирлянду и каску, выполненные жёлтым и оранжевым цветом».
«Прямоугольное красное полотнище с отношением ширины к длине 2:3, несущее по середине изображения фигур герба поселения Роговское: кивер, лавровую гирлянду со свисающими концами и каской советской пехоты, выполненные золотым цветом».

## Обоснование символики
Флаг языком символов и аллегорий представляет прошлое и настоящее сельского поселения Роговское.
Роговская земля хранит память о героизме русских воинов, защищавших Отечество ценой своей жизни. Как дань уважения героизму русских воинов в населённых пунктах муниципального образования создан целый ряд мемориалов и памятников воинам: в деревне Кузовлево поставлен мемориал Воинской Славы двух Отечественных войн — 1812 и 1941—1945 годов. Братские могилы и памятные знаки, установленные на местах былых сражений есть в Рогово, Тетеринках, Бунчихе, Лопатино, Кресты, Ильино, Спас-Купля.
Роговская земля помнит время двух Отечественных войн. В этих местах в 1812 году генерал М. А. Милорадович дал французам бой при Спас-Купле, здесь под командованием М. И. Кутузова был совершён Тарутинский манёвр, который во многом положил начало победам русской армии над Наполеоном.
В 1941 году на Роговской земле проходила линия обороны Москвы от наседавших немецко-фашистских полчищ, здесь насмерть стояли бойцы 43-й армии генерал-майора К. Д. Голубева.
Фигуры флага поселения: кивер, каска и лавровая гирлянда — символ славы, доблести, мужества и вечной памяти отражают доблесть и патриотизм наших сограждан, и вечную память о героях, защитивших свою Отчизну в тяжёлые военные годы.
Жёлтый цвет (золото) — символ высшей ценности, величия, великодушия, богатства.
Красный цвет — символ труда, мужества, жизнеутверждающей силы, красоты и праздника.